# FLY/世界を回せ!!
「FLY / 世界を回せ!!」（フライ せかいをまわせ）は、7!!の楽曲で、メジャー12枚目（通算13枚目）のシングルである。2016年8月24日にEpic Recordsから発売された。

## 概要
初回仕様盤はライブ特典会抽選券封入。

## 収録曲
1. FLY 
オリオンビール「オリオンスタイル」CMソング
2. 世界を回せ!! 
オリオンビール「オリオンスタイル」CMソング
3. 横顔 
「OTV飲酒運転根絶キャンペーン2016」テーマソング
4. FLY （Instrumental）
5. 世界を回せ!! （Instrumental）